# Ducati Superbikes
De Ducati Superbikes zijn een belangrijk promotiemiddel voor de in de verkoop verkrijgbare sportmodellen van de firma Ducati. De naam Superbikes komt van het zogeheten superbike-kampioenschap dat wordt verreden. Deze klasse bestaat al sinds 1988. In deze klasse komen productiesportmotorfietsen uit. Een Superbike als motorfietsclassificatie is een sportmotor met een cilinderinhoud tussen 750 en 1200 cc met een zeer hoog vermogen. Tegenwoordig is een superbike meestal een racemotor die aan wettelijke eisen is aangepast (deze tuningseisen zijn voor 2 en 4 cilinders verschillend). Ducati heeft er vanaf het begin voor gekozen om tweecilindermotoren te gebruiken. Dit maakt  dat een Ducati altijd wat minder vermogen heeft dan de Japanse viercilinders. Maar doordat het koppel van een tweecilindermotorfiets hoger ligt en doordat Ducati uitstekend sturende machines bouwt, hebben zij meer kampioenschappen gewonnen dan alle andere fabrikanten bij elkaar.

## De Ducati superbikes op een rij
- Ducati 851
- Ducati 888
- Ducati 916
- Ducati 996
- Ducati 748 (748 cc versie van de 916) racete in het WSS
- Ducati 998
- Ducati 749 (749 cc versie van de 999) racete in het WSS
- Ducati 999
- Ducati 848 (848 cc versie van de 1098) mag niet racen in WSS ivm. te grote cilinderinhoud
- Ducati 1098
- Ducati 1198
- Ducati 1199 Panigale (2012)
- Ducati 899 Panigale (2014) (898 cc versie van de 1199)
- Ducati 1299 Panigale

## Wereldkampioenen met Ducati in de Superbikes
| Jaar | Kampioen       | Land                | Fabrikant | Type           |
| ---- | -------------- | ------------------- | --------- | -------------- |
| 1990 | Raymond Roche  | Frankrijk           | Ducati    | Ducati 851     |
| 1991 | Doug Polen     | Verenigde Staten    | Ducati    | Ducati 888     |
| 1992 | Doug Polen     | Verenigde Staten    | Ducati    | Ducati 888     |
| 1994 | Carl Fogarty   | Verenigd Koninkrijk | Ducati    | Ducati 916     |
| 1995 | Carl Fogarty   | Verenigd Koninkrijk | Ducati    | Ducati 916     |
| 1996 | Troy Corser    | Australië           | Ducati    | Ducati 916     |
| 1998 | Carl Fogarty   | Verenigd Koninkrijk | Ducati    | Ducati 916     |
| 1999 | Carl Fogarty   | Verenigd Koninkrijk | Ducati    | Ducati 916     |
| 2001 | Troy Bayliss   | Australië           | Ducati    | Ducati 998F01  |
| 2003 | Neil Hodgson   | Verenigd Koninkrijk | Ducati    | Ducati 999F03  |
| 2004 | James Toseland | Verenigd Koninkrijk | Ducati    | Ducati 999F04  |
| 2006 | Troy Bayliss   | Australië           | Ducati    | Ducati 999F06  |
| 2008 | Troy Bayliss   | Australië           | Ducati    | Ducati 1098F08 |
| 2011 | Carlos Checa   | Spanje              | Ducati    | Ducati 1098R   |

## Wereldkampioenen in het Britse Superbike kampioenschap
Het Britse Superbike kampioenschap is acht keer door Ducati gewonnen:
| Jaar | Kampioen         | Land                |
| ---- | ---------------- | ------------------- |
| 1995 | Steve Hislop     | Schotland           |
| 1999 | Troy Bayliss     | Australië           |
| 2000 | Neil Hodgson     | Verenigd Koninkrijk |
| 2001 | John Reynolds    | Verenigd Koninkrijk |
| 2002 | Steve Hislop     | Schotland           |
| 2003 | Shane Byrne      | Verenigd Koninkrijk |
| 2005 | Gregorio Lavilla | Spanje              |
| 2008 | Shane Byrne      | Verenigd Koninkrijk |